# Saint-André-de-Sangonis
Saint-André-de-Sangonis là một xã thuộc tỉnh Hérault trong vùng Occitanie phía nam nước Pháp.

## Points of interest
- Jardin botanique de la Font de Bézombes